# Witica
Witica es un género de arañas araneomorfas de la familia Araneidae. Se encuentra en  Sudamérica tropical.

## Lista de especies
Según The World Spider Catalog 12.0:
- Witica alobatus (Franganillo, 1931)
- Witica cayanus (Taczanowski, 1873)
- Witica crassicaudus (Keyserling, 1865)